# Покапалья
Покапалья (итал. Pocapaglia) — коммуна в Италии, располагается в регионе Пьемонт, в провинции Кунео.
Население составляет 3020 человек (2008 г.), плотность населения составляет 177 чел./км². Занимает площадь 17 км². Почтовый индекс — 12060. Телефонный код — 0172.
Покровителем коммуны почитается святой Иуст, , празднование 14 июля и предпоследнее воскресенье августа.

## Галерея

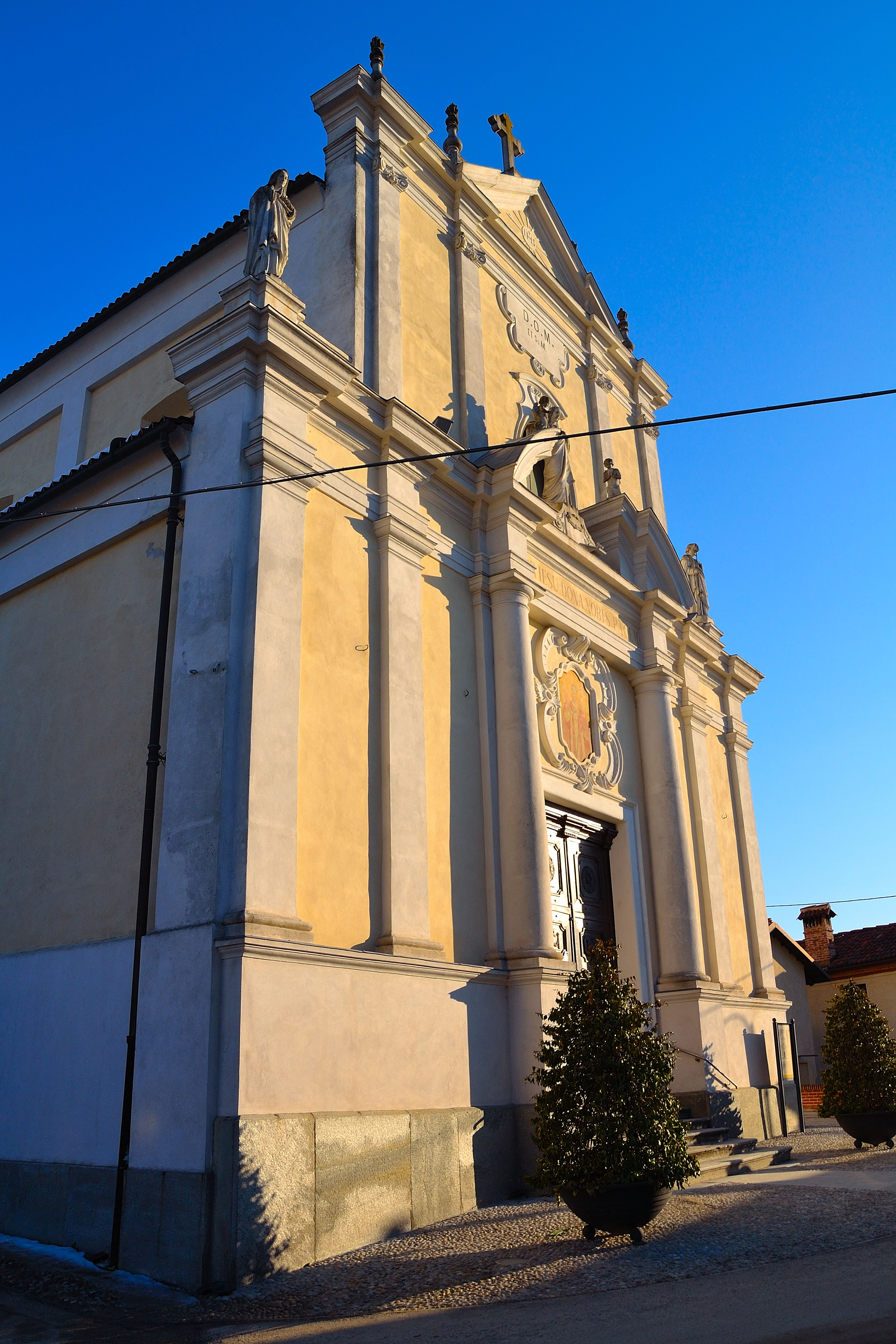
Храм свв. Георгия и Доната
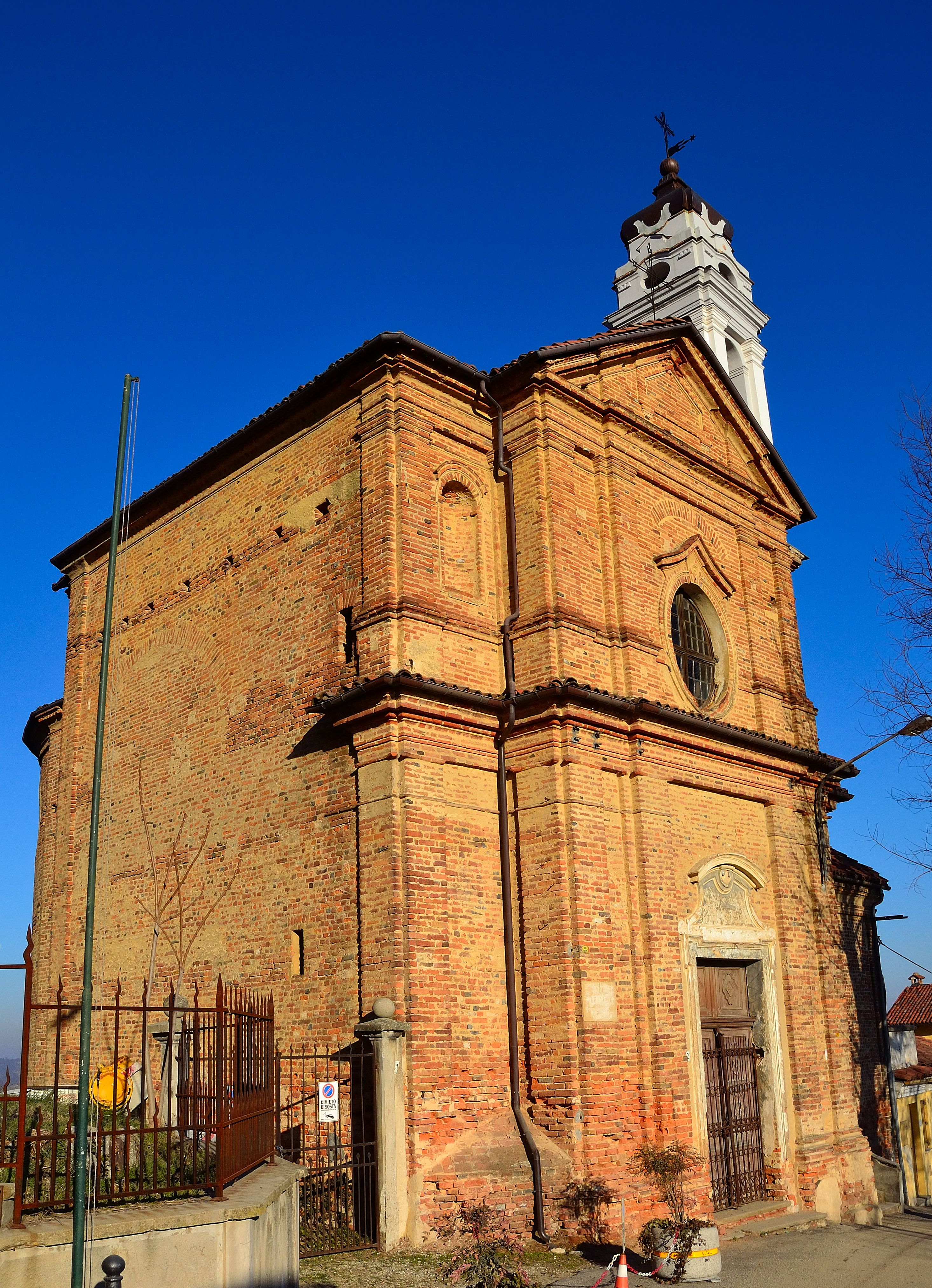
Храм св. Августина

## Демография
Динамика населения:

## Администрация коммуны
- Официальный сайт: http://www.comune.pocapaglia.cn.it/